# Elisabet af Holsten (død 1402)
Elisabet af Holsten (død 1402) var datter af Gerhard 3. af Holsten og Sophie af Werle.
Elisabet blev i 1361 udset til ægtefælle til den svensk-norske konge Håkan Magnusson (1340-1380) af de svenske stormænd efter, at kongens trolovelse med Valdemar Atterdags datter Margrethe var blevet brudt på grund af Valdemars angreb på Gotland. Hendes skib kom drev imidlertid under rejsen til Sverige ind til den danske kyst, og Elisabeth blev en tid holdt i fangenskab af Valdemar. På grund af ændrede politiske forhold blev trolovningen mellem Margrethe og Håkan genoptaget, hvor efter Elisabet gik i kloster.
Elisabet beskrives som claustralis in Elten abbatissa, prius copulata regis Swecie et in mari prohibita [Chronicon Holtzatiæ 19, MGH SS XXI, side 271] (er gået ind i klosteret i Elten, tidligere gift med den svenske konge, kan ikke gifte sig igen).